# Leonardo García Alarcón
Leonardo García-Alarcón (5 de agosto de 1976, La Plata, Argentina) es un director de orquesta y organista argentino de relevancia internacional especializado en música temprana, antigua y barroca.

## Biografía
Pianista, organista y clavecinista, fue Bachiller en Bellas Artes de la Universidad Nacional de La Plata. Se perfeccionó, estudió y fue asistente de Gabriel Garrido hasta que fundó el grupo Cappella Mediterranea, con quien actúa y graba en el  Festival d'Ambronay.
Se consagró con Elena de Cavalli en el Festival d’Aix-en-Provence 2013. En 2016 debutó en el Palais Garnier dirigiendo Eliogabalo de Francesco Cavalli.
En el 2000 y 2017, en el Teatro Colón de Buenos Aires dirigió L'Orfeo de Monteverdi y el estreno americano de Il Diluvio Universale de Michelangelo Falvetti que presentó junto a su grupo posteriormente en Montevideo y Río de Janeiro.
Enseña en el Conservatorio de Ginebra. Comparte la dirección del Ensemble Clematis con la violinista Stéphanie de Failly. y desde 2010 es director del Chœur de chambre de Namur y La Nouvelle Ménestrandie.
Actuó en la Opera de Montpellier, Lyon, Nantes, Rennes y Lille, Concertgebouw de Ámsterdam, Opéra de Monte-Carlo, Théâtre des Champs-Élysées, Wigmore Hall de Londres, Teatro Massimo de Palermo, Carnegie Hall de Nueva York. Dirige la Orchestre de la Suisse Romande, Orchestre de la Fondation Gulbenkian de Lisbonne, Orchestre de Chambre de París, la Freiburger Barockorchester y otras.

## Discografía
- «Sogno Barocco» Anne Sofie von Otter, Sandrine Piau, Cappella Mediterranea, Leonardo García-Alarcón - NAÏVE
- Mateo Romero - Romerico Florido Ensemble Clematis & Cappella Mediterranea, Leonardo García-Alarcón Ricercar - RIC308 2010
- Purcell - Dido and Aeneas La Nouvelle Ménestrandie & Cappella Mediterranea, Leonardo García-Alarcón Ambronay - AMY022
- Barbara Strozzi - Virtuosissima Compositrice Madrigals 1644 Cappella Mediterranea, Leonardo García-Alarcón - madrigals by Barbara Strozzi, Isabella Leonarda y Antonia Bembo. Ambronay - AMY020
- Frescobaldi - Il Regno d’Amore Ensemble Clematis, Leonardo García-Alarcón Ricercar - RIC300
- Handel - Judas Macabeo, HWV 63 Choeur de Chambre de Namur & Ensemble Les Agrémens, Leonardo García-Alarcón Ambronay - AMY024
- Carlo Farina - Capriccio Stravagante & Sonate. Stéphanie de Failly (violín) Ensemble Clematis, Leonardo García-Alarcón Ricercar - RIC285
- Peter Philips, Motets & Madrigals. Cappella Mediterranea, Leonardo García-Alarcón Ambronay - AMY015
- Antonio de Salazar - Maestros Andaluces en Nueva España Cappella Mediterranea, Leonardo García-Alarcón. Almaviva 2004
- Carolus Hacquart - Cantiones & Sonate Ensemble Clematis. Leonardo García-Alarcón y Stéphanie de Failly.
- J. S. Bach, cantatas BWV 201 y BWV 205
- Giovanni Giorgi (d. 1762) Ave Mariá
- Giuseppe Zamponi Ulisse nell' Isola de Circé (Bruselas 1650).

## Premios
- 2011 - Octaves de la musique
- 2012 - Octaves de la musique
- 2013 - Grand Prix Antoine Livio
- 2019 - Premio Konex 2019 - Diploma al Mérito: Director de Orquesta.